# متحف حسن سوزر الإثنوغرافي
متحف حسن سوزر الإثنوغرافي هو متحف يقع في حي باي في مقاطعة غازي عنتاب . مبنى المتحف هو منزل تاريخي في عنتاب. يشرح هذا المتحف جيدًا العناصر التي يستخدمها الأشخاص الذين يعيشون في غازي عنتاب وطريقة حياتهم.

## روابط خارجية
- صور متحف حسن سوزر الإثنوغرافي نسخة محفوظة 2012-07-23 على موقع واي باك مشين.